# SWINGIN' & SHAKIN'
『SWINGIN' & SHAKIN'』(スウィンギン アンド シェイキン)は日本のバンド、アブラーズのサード・アルバムである。

## 概要
2008年にアブラレコー度から発売された、アブラーズのサード・アルバムで、全曲インストゥルメンタルである。しかし、メンバーによるコーラスは収録されている。歌詞カードやブックレット等は封入されていない。

## 収録曲
1. 朝焼けの街
2. Bad Morning
3. アブラでツイスト!
4. ドラ猫大行進
5. 悲しきヒーロー
6. Everybody
7. Feel Like Music
8. Funky Staff
9. 酔いどれのブギウギ
10. またどこかで